# Gobierno electrónico
El gobierno electrónico o e-gobierno (en inglés: e-government), es el uso de dispositivos tecnológicos de comunicación, como computadoras e Internet para proporcionar servicios públicos a ciudadanos y otras personas en un país o región. El gobierno electrónico ofrece nuevas oportunidades para un acceso ciudadano más directo y conveniente al gobierno, y para la provisión de servicios gubernamentales directamente a los ciudadanos. El término consiste en las interacciones digitales entre un ciudadano y su gobierno (C2G), entre gobiernos y otras agencias gubernamentales (G2G), entre gobierno y ciudadanos (G2C), entre gobierno y empleados (G2E), entre gobierno y empresas (G2B). Esta interacción consiste en que los ciudadanos se comuniquen con todos los niveles de gobierno (ciudad, estado/ provincia, nacional e internacional), facilitando la participación ciudadana en la gobernanza utilizando tecnologías de la información y comunicación (TIC) y reingeniería de procesos comerciales (BPR). Los ideales de interacción del ciudadano que incorporan estas tecnologías, incluyen valores progresivos, participación ubicua, geolocalización y educación del público.

## Definiciones
Existen varias definiciones de Gobierno Electrónico. Algunas de ellas.
- La E-government Act norteamericana de 2002 lo define como "el uso por del Gobierno de aplicaciones basadas en Internet y otras tecnologías de la información, combinado con el proceso que implementa estas tecnologías para desarrollar el acceso y envío de información gubernamental y servicios; o llevar a cabo mejoras en las operaciones gubernamentales."

- La Unión Europea caracteriza al Gobierno electrónico como "el uso de las tecnologías de la información y comunicación en las administraciones públicas- para mejorar los servicios y el proceso democrático y para reforzar el apoyo a las políticas públicas".

- La Carta Iberoamericana de Gobierno Electrónico "el Gobierno Electrónico es el uso de las tecnologías de la información y de la comunicación, en los órganos de la Administración Pública, para mejorar la información y los servicios ofrecidos a los ciudadanos, orientar la eficacia y la eficiencia de la gestión pública e incrementar sustantivamente la transparencia del sector público y de la activa participación de los ciudadanos."

- La OCDE lo define como el uso de las Tecnologías de la Información y Telecomunicación, particularmente la Internet, como una herramienta para alcanzar un buen gobierno.[4]

- Según Gartner innovación continua de los servicios, la participación de los ciudadanos y la forma de gobernar mediante la transformación de las relaciones externas e internas a través de la tecnología, Internet y las nuevas formas de comunicación.[5]

Es importante señalar que el gobierno electrónico es un instrumento para lograr el mejor funcionamiento del estado , y no para convertirse en un fin en sí mismo; razón por la cual debe tener una gestión transparente.

Algunos autores ven al Gobierno Electrónico desde una perspectiva más holística, por ejemplo entendiendo que el 
Gobierno Electrónico no es solo algo relacionado con trámites en línea ni reestructuras organizacionales o de procesos. Se trata de una concepción sociológica y política que hoy no parece estar conceptualmente presente de manera clara. Se siguen dotando de extrema relevancia a la tecnología como hacedores de gobierno electrónico y aunque el ciudadano está cada vez más presente en las agendas digitales, y se ensayan conceptos como ventanillas únicas de atención, de trámites, de compras, sigue siendo una referencia todavía marginal el ciudadano y el contexto sociológico (...) consideramos apropiado aggiornarnos de electrónico a digital en esta materia ya que la connotación electrónico posee una carga pos guerra donde primaban las máquinas y dispositivos electro-mecánicos, hoy la digitalización ha cambiado la perspectiva de la propia industria y ciertamente en debemos actualizar nuestro diccionario. 
Estos autores coinciden en que la terminología debería adoptar el concepto de Gobierno Digital. Ríos y Petrella también plantean cuestiones más sutiles pero relevantes, por ejemplo dicen que si bien la definición es necesaria, no deja de ser una falacia idiomática ya que el Gobierno siempre es ejercido por personas, por ciudadanos, en la mayoría de los casos electos, jamás por máquinas o sistemas electrónicos o digitales. Decir Gobierno Digital, si bien despierta su propio análisis, aún no es el término correcto para definir esta adopción de sistemas digitales en la gestión gubernamental.

##### Gobierno transformador
El gobierno transformacional o también gobierno electrónico transformacional es el uso de las tecnologías de la información y la comunicación (TIC) basadas en la informática para cambiar la forma de trabajar de los gobiernos. El término se utiliza comúnmente para describir una estrategia de reforma del gobierno que intenta cambiar radicalmente la forma en que la gente entiende el gobierno, especialmente los que trabajan dentro del gobierno. Por ejemplo, a menudo se asocia con un punto de vista de todo el gobierno, que trata de fomentar la colaboración entre departamentos y proporcionar la comodidad de una ventanilla única en la prestación de servicios a los ciudadanos.
El término gobierno transformacional se suele utilizar de forma aspiracional, como si denotara el nivel más alto que el gobierno electrónico puede alcanzar:
1. Presencia, donde las TIC, y normalmente los sitios web, se utilizan para proporcionar información;
2. Interacción, donde el gobierno interactúa con los ciudadanos, y los departamentos interactúan entre sí, en línea, especialmente por correo electrónico;
3. Transacción, donde cosas como el pago de impuestos o licencias se realizan en línea;
4. Transformación, que implica una reinvención de las funciones del gobierno y de su funcionamiento. En relación con los países en desarrollo, suele asociarse con la esperanza de reducir la corrupción, y en relación con los países desarrollados, con los intentos de aumentar la participación de los sectores privado y voluntario en la actividad gubernamental.

##### Gobierno 2.0
El Gobierno 2.0 se refiere a las políticas gubernamentales que pretenden aprovechar las tecnologías de colaboración y las herramientas interactivas de Internet para crear una plataforma informática de código abierto en la que el gobierno, los ciudadanos y las empresas innovadoras puedan mejorar la transparencia y la eficiencia. En pocas palabras, Gobierno 2.0 trata de "poner el gobierno en manos de los ciudadanos" Gobierno 2.0 combina los fundamentos interactivos de la Web 2.0 con el gobierno electrónico y aumenta la participación ciudadana mediante el uso de plataformas de código abierto, que permiten el desarrollo de aplicaciones, sitios web y widgets innovadores. El papel del gobierno es proporcionar datos abiertos, servicios web y plataformas como infraestructura.

##### Gobernanza electrónica
La gobernanza electrónica debe permitir que cualquier persona que visite el sitio web de una ciudad se comunique e interactúe con los empleados de la misma a través de Internet con interfaces gráficas de usuario (GUI), mensajería instantánea (IM), aprenda sobre asuntos gubernamentales a través de presentaciones de audio/vídeo, y de cualquier forma más sofisticada que una simple carta de correo electrónico a la dirección proporcionada en el sitio.
La esencia de la gobernanza electrónica es "la mejora del valor para las partes interesadas a través de la transformación" y "el uso de la tecnología para mejorar el acceso y la prestación de los servicios gubernamentales en beneficio de los ciudadanos, los socios comerciales y los empleados":
El uso de las tecnologías de la información y la comunicación, y en particular de Internet, como herramienta para lograr un mejor gobierno.
El uso de las tecnologías de la información y la comunicación en todas las facetas de las operaciones de una organización gubernamental.
La optimización continua de la prestación de servicios, la participación de los ciudadanos y la gobernanza mediante la transformación de las relaciones internas y externas a través de la tecnología, Internet y los nuevos medios de comunicación.
Mientras que la administración electrónica se ha entendido tradicionalmente como centrada en las operaciones del gobierno, se entiende que la gobernanza electrónica amplía el alcance al incluir el compromiso y la participación de los ciudadanos en la gobernanza. Así, siguiendo la definición de la OCDE de gobierno electrónico, la gobernanza electrónica puede definirse como el uso de las TIC como herramienta para lograr una mejor gobernanza.

##### Gobierno electrónico no basado en Internet
Aunque a menudo se piensa en la administración electrónica como "gobierno en línea" o "gobierno basado en Internet", muchas tecnologías de "gobierno electrónico" no relacionadas con Internet pueden utilizarse en este contexto. Algunas formas no basadas en Internet son el teléfono, el fax, los PDA, los mensajes de texto SMS, los MMS, las redes y servicios inalámbricos, el Bluetooth, los circuitos cerrados de televisión, los sistemas de rastreo, la RFID, la identificación biométrica, la gestión del tráfico por carretera y la aplicación de la normativa, las tarjetas de identidad, las tarjetas inteligentes y otras aplicaciones de comunicación de campo cercano; la tecnología de los colegios electorales (cuando se considera el voto electrónico no en línea), la prestación de servicios gubernamentales por televisión y radio (por ejemplo, CSMW), el correo electrónico, los servicios comunitarios en línea, los grupos de noticias y las listas de correo electrónico, el chat en línea y las tecnologías de mensajería instantánea.

## Funciones
El Gobierno Electrónico tiene como principales funciones las siguientes:
1. Suministrar atención “a la medida” de las necesidades de los usuarios.
2. Incorporar productividad, calidad, y valor a los servicios.
3. Facilitar más y mejores prestaciones a los ciudadanos, resolviendo trámites, consultas, reclamos, y sugerencias “en línea”.
4. Dotar de puntos de acceso sencillos y unívocos para dar satisfacción a las necesidades informativas y de servicio.
5. Ampliar la participación ciudadana
6. Reducir el costo de las transacciones.
7. Incrementar la transparencia de la gestión pública.
8. Mejorar el acceso a los servicios que provee el Estado.[7]

## Ventajas

### Para el gobierno
Las ventajas para el gobierno se basan en una mayor transparencia respecto a la compleción de la información, accesibilidad y omnicanalidad (adaptada al tiempo, compartida, segura), con unos servicios más rápido, un más fácil reclutamiento de empleados, mayor calidad y menos errores.

### Para los usuarios
A los usuarios les proporciona una mayor accesibilidad y flexibilidad, a la vez que menos costes, ahorro de tiempo y una mayor influencia en la decisión de procesos y creación de servicios.

## Desventajas
Las principales desventajas relacionadas con la administración electrónica son la falta de igualdad en el acceso público a los ordenadores y a Internet (la "brecha digital", una referencia al hecho de que las personas con bajos ingresos, sin hogar o que viven en regiones remotas pueden tener poco o ningún acceso a Internet), la fiabilidad de la información en la red y las cuestiones que podrían influir y sesgar las opiniones públicas. Hay muchas consideraciones e implicaciones potenciales de la implementación y el diseño del gobierno electrónico, incluyendo la desintermediación del gobierno y sus ciudadanos, la autodeterminación digital de los ciudadanos en una red global de Internet, los impactos en los factores económicos, sociales y políticos, la vulnerabilidad a los ciberataques y las perturbaciones del statu quo en estas áreas. Véase también Leviatán electrónico.
La naturaleza política de las formas del sector público también se citan como desventajas de los sistemas de gobierno electrónico.

## Fases del Gobierno Electrónico
El desarrollo del gobierno electrónico es un proceso evolutivo,  que en cada una de sus etapas persigue diferentes objetivos y tiene requerimientos disímiles en cuanto, capacitación en el uso de las tecnologías, necesidades cognitivas y costos que deben asumirse.
Según los técnicos en la materia, es un proceso que consta de cuatro fases:

### Presencia
Implica poner en línea información a la que pueden acceder los ciudadanos y las empresas, pero no hay interacción.
Consiste en la creación de un portal institucional, lo que implica utilizar Internet para hacer disponible información de interés que fluye en un solo sentido. Esta instancia no posibilita la interacción con la ciudadanía.

### Interacción
Se abren canales de comunicación tales como: contactos de correo electrónico, envíos de formularios.
Permite una comunicación en ambos sentidos. El ciudadano tiene la posibilidad de proporcionar una dirección de correo electrónico, desde la cual puede realizar consultas, obtener información y efectuar reclamos, generando así las primeras interacciones con el gobierno e incrementando la participación ciudadana.

### Transacción
Comprende la realización de trámites por medios electrónicos.
Supone implantar funcionalidades estructuradas que permitan a los particulares, realizar transacciones por medio de este nuevo canal de comunicación con la Administración. Los gobiernos remodelan sus procedimientos, instancia que a futuro implicará un ahorro en costos, tiempo y mejora de la productividad.

### Transformación
Se producen importantes transformaciones en la forma de actuar del gobierno, implementándose proyectos de gobierno electrónico. Implica la instalación de un portal integrador inter-organismos, que abarque todos los servicios posibles desde Internet. Las reparticiones públicas ven modificadas sus estructuras para proveer las prestaciones que le fueran encomendadas, de aquí en más, de forma electrónica.  La transformación a operarse desde el corazón mismo del gobierno requiere de disponibilidad presupuestaria, compromiso político, recursos humanos capacitados en el uso de tecnologías y campañas educativas tendientes a la capacitación ciudadana.

## Modelos de interacción
Gobierno a Ciudadanos (Government to Citizens, G2C): Interacción de entrega de información y servicios desde los gobiernos a los ciudadanos, en ámbitos diversos como educación, impuestos, seguro social, registro civil, elecciones, etc.
Gobierno a Negocios (Government to Business, G2B): Interacción de entrega de información y servicios de Gobiernos a Empresas. Entre ellas acceso a información, subvenciones, obligaciones legales, pago de impuestos, pago de patentes, licitaciones públicas, etc.
Gobierno a Empleados (Government to Employee, G2E):
- formación
- nóminas
- boletines
- promociones
- agenda
- gestión del conocimiento
- reglamento interno

Gobierno a Gobierno (Government to Government, G2G):
- acceso a servicios de información entre reparticiones públicas
- provisión de servicios centralizados
- compras públicas
- licitaciones

Gobierno a empresa a consumidor (Government to business to Citizens, G2B2C)

## El Gobierno Electrónico y las TIC
El E-Government abarca tres grandes áreas donde influyen las tecnologías de la información y la comunicación (TIC).
El gobierno electrónico es un concepto que engloba caracteres de distintas ramas de las ciencias sociales como también de la informática. El eGovernment engloba, por tanto, fenómenos tales como el Derecho y la Informática, ramas cuya nota característica es la transversalidad de ambas en tanto penetran en todas las esferas de la vida contemporánea. Desde el punto de vista de la informática supone una base necesaria de conocimiento en la materia aplicada a las necesidades de la administración y usuarios, desde la órbita jurídica implica una regulación en materia de posibilidades de uso y responsabilidad por las acciones realizadas mediante las TIC. 
La necesidad de adecuación y adaptación de las nuevas tecnologías requiere para que sea eficiente no solo de la implementación de sistemas informáticos por parte de la administración sino de una transformación y adaptación social, esto implica capacitación e información en poder de la sociedad para que efectivamente el destino se cumpla siendo accesible y eficaz para los ciudadanos. En conclusión, que las personas efectivamente sepan utilizar y tengan acceso a esta nueva herramienta. 
- En las relaciones externas de la Administración y el ciudadano

En este sentido abarcaría tanto una mejor eficacia a nivel de la Administración hacia el ciudadano, como la implantación de redes a nivel de servicios hacia los administrados. Esto quiere decir que resulta una obligación de la Administración Pública el tener una buena y eficiente administración. Esto se lograría ya que por un lado la información y diversos servicios llegan al hogar a cualquier hora sin violentar el sagrado inviolable hogar. Por otro lado también se da una reducción de los costos sea a nivel de acceso como de recursos, por otro lado también se vuelven más rápido la obtención de expedientes administrativos, suprimiendo también las barreras geográficas que puedan existir. 
- En las estructuras internas de la Administración, la reingeniería y transformación de las formas de actuación

Esto abarca en primer lugar la conciencia de las personas que trabajan dentro de la Administración, que se encuentren con buenas miras hacia los cambios, que en vez de dificultad y poner en peligro es una forma de ayuda y facilitar y agilizar el trabajo. Se debe evaluar costos y sistemas porque la implementación de un gobierno electrónico conlleva costos elevados. Agiliza el trabajo y da facilidades de acceso a la información, de trabajo, y modo de trabajar, porque se puede implementar el trabajo como teletrabajo, haciendo más cómodo la labor, o continuar en sus casas si se desea. 
- Impacto en el ámbito de los recursos humanos y la cultura organizativa.

En esta parte se puede decir que si bien es un proceso gradual, ni ágil, ni fácil, proporciona una automatización en los procesos, facilitando y organizando tareas a nivel global, amplía las informaciones al alcance, abre caminos, produciéndose en guías para el ciudadano. Por último también facilita la difusión y publicidad, promoviendo investigaciones tanto dentro del estado como de la sociedad en general

## Plataformas de inteligencia pública y simulación estratégica
En los últimos años ha emergido una nueva generación de plataformas GovTech que van más allá de la digitalización de trámites o la provisión de servicios digitales. Estas herramientas utilizan inteligencia artificial, análisis de datos y simulación computacional para asistir en la toma de decisiones estratégicas del sector público.
Entre los ejemplos más destacados a nivel internacional se encuentra Zencity, una plataforma israelí utilizada por más de 300 gobiernos locales para analizar automáticamente la opinión ciudadana a través de redes sociales y medios digitales, permitiendo orientar decisiones basadas en la percepción comunitaria.
Otra herramienta relevante es Polco, desarrollada en Estados Unidos, que permite realizar encuestas científicas y sondeos permanentes con validación estadística, orientados a medir el respaldo ciudadano a iniciativas de gobierno.
En América Latina destaca GobernAI, una plataforma de planificación estratégica asistida por inteligencia artificial, creada para gobiernos locales, regionales y nacionales. GobernAI permite simular políticas públicas en múltiples dimensiones (económica, social, política, legal y electoral), anticipando sus efectos reales en la ciudadanía y diseñando estrategias óptimas de implementación. A diferencia de herramientas de gestión operativa, funciona como un gabinete virtual de deliberación, activando agentes especializados que procesan datos territoriales, evidencias académicas, percepción ciudadana y capacidades institucionales.
Este tipo de sistemas aplica metodologías como la simulación de escenarios, árboles causales, análisis de factibilidad y estimación de impacto político, integrando además modelos de escucha social automatizada. GobernAI, por ejemplo, consulta en tiempo real bases académicas como Semantic Scholar y Scite para garantizar la trazabilidad de sus recomendaciones.
El auge de estas plataformas responde al crecimiento del mercado GovTech, que según el Banco Interamericano de Desarrollo representa una de las principales tendencias en transformación digital del sector público, con un alto potencial de impacto institucional, transparencia y legitimidad democrática.

## Principales requisitos

### Transparencia
La agencia gubernamental debe proporcionar al exterior información acerca de sí misma y los procesos que lleva a cabo. El nivel de transparencia mide el esfuerzo de una agencia para hacer disponible la información a través de su sitio web. La transparencia no se refleja solo en la cantidad de información; también en la calidad de la misma. 
Las cinco categorías que se engloban en el término transparencia son:
- Propiedad: la evidencia de que el gobierno gestiona la página y se preocupa de sus contenidos.
- Contactos/accesibilidad: cómo y con quién contactar en relación con las actividades llevadas a cabo por la institución.
- Información de la institución: sobre su estructuración y área de actividad.
- Información sobre contenidos: información sobre la base política de la institución.
- Consecuencias para los ciudadanos/respuestas: pasos que el visitante podría dar para hacer una gestión.

### Interactividad
Mide el grado de facilidad con la que los usuarios pueden acceder a la información proporcionada por el gobierno y utilizarla. Esto no solo implica el uso de la información digital, sino también la transacción de servicios en un sentido eminentemente práctico.
Las cinco categorías organizadas bajo el término interactividad son las siguientes:
- Seguridad y confidencialidad: la mayor accesibilidad de una web implica una menor obligación por parte de los usuarios de proporcionar información personal para acceder al material y descargarlo.
- Contactos/accesibilidad: evidencias de que la institución está dispuesta a recibir datos y peticiones externas.
- Información sobre la institución: debe ofrecer la opción de contactar con el personal de manera sencilla desde la red.
- Información sobre contenidos: un usuario podría querer conocer cómo trata el gobierno los principales asuntos en un área determinada.
- Consecuencias/respuestas: la sencillez con la que pueden seguirse las actividades de la institución a través de enlaces con páginas afines.

## mGovernment
Muchas veces también se habla de Gobierno Móvil (mGovernment) refiriéndose al uso de la tecnología inalámbrica y móvil:
Puede considerarse una extensión de la administración Electrónica, ya que hoy día la mayoría de los ciudadanos están conectados a sus dispositivos móviles. 

### ¿Qué ventajas tiene el gobierno móvil?
- Rápido acceso a la información
- Recopilación rápida de información
- Transacciones móviles
- Intercambio rápido de información

### ¿Cuáles son las características del gobierno móvil?
- Se puede a través del dispositivo móvil acceder desde cualquier lugar y en cualquier horario
- Los dispositivos móviles casi siempre están encendidos
- Son prácticos, y fácil de transportar
- Llega a un mayor número de personas con audiencia a través de los mismos.

## Ejemplos de Gobierno Electrónico

### Unión Europea
La Unión Europea ya desde finales del siglo XX divisó la necesidad de implementar estas tecnologías y comenzó así el desarrollo del proyecto denominado eEurope lanzado en el año 1999 por la comisión europea siendo su principal objetivo poner a Europa en línea. 
El plan eEurope 2002 contó básicamente con tres objetivos: lograr un Internet más rápido, barato y seguro; invertir en las personas y en la información (por ejemplo permitir el acceso de la juventud europea a la era digital) y estimular el uso de Internet. Para poder llevar adelante estos objetivos se establecieron tres métodos: acelerar la creación de un entorno legislativo adecuado, apoyar nuevas infraestructuras y servicios en toda Europa y aplicar un método abierto de coordinación comparativa lo cual significa realizar un número de evaluaciones específicas de este proyecto denominado eEurope. 
Entre los resultados de esta experiencia se destacan la duplicación de la penetración de Internet en los hogares, renovación del marco de las telecomunicaciones, disminución del precio de acceso a Internet, conexiones de todas las empresas y centros escolares, regulación mediante un marco jurídico del comercio electrónico entre otros. 
Este plan fue sucedido por el eEurope 2005 donde fundamentalmente se buscó potencias la otra cara del gobierno electrónico, es decir, desarrollar todo lo referido a la informatización de la administración. 

### Uruguay
Como otro ejemplo de Gobierno electrónico y el acceso a la información pública es en Uruguay el expediente electrónico. Según el Decreto 65/998, artículo 2 correspondiente a la fecha 10 de marzo de 1998, establece que el expediente electrónico es: “la serie ordenada de documentos públicos registrados por vía informática, tendientes a la formación de la voluntad administrativa, en un asunto determinado”. Y en el artículo 3 de dicho decreto, se establece que el expediente electrónico tendrá la misma validez jurídica y probatoria que el expediente tradicional. En el año 2010 la Agencia para el Desarrollo del Gobierno de Gestión Electrónica y la Sociedad de la Información y del Conocimiento (AGESIC) tuvo entre sus proyectos que el expediente sea 100% digital, lo cual implementa los principios del Gobierno Electrónico, tales como: acceso, eficiencia, medición, transparencia, cooperación , igualdad , integridad,  universalidad y proyección.
Dicho expediente permite acceder a los ciudadanos basándose en los principios de libre acceso pudiendo informarse de forma eficiente, reduciendo atrasos, así el usuario realiza un seguimiento de su expediente y también genera beneficios respecto al Estado, ciudadanos, empresas y demás personas interesadas, logrando así reducir costos.
Este acceso comprende a todos los Organismos del Estado. Lo cual llegamos a la conclusión de una buena gestión de Gobierno y la transparencia del Estado de Derecho. El principio de igualdad refiere a que sin perjuicio del uso de medios electrónicos no existen restricciones para las personas que se relacionen por otros medios con la Administración. La transparencia refiere a la publicidad de las actuaciones administrativas de manera de facilitar y promover el conocimiento y la participación de los ciudadanos. El principio de accesibilidad refiere a que la Administración debe garantizar el acceso a la información y los servicios por medios electrónicos de manera segura y comprensible.
Los principios de eficiencia y eficacia implican la mejora de la calidad de los servicios e información de las personas , reducir los tiempos y plazos de los procedimientos administrativos y optimizar los recursos de la administración. Por último, la AGESIC establece que en base al principio de cooperación e integridad los organismos públicos deberán interrelacionarse a través de medios electrónicos y evitar la superposición de actuaciones y promover el desarrollo de prácticas coordinadas e integradas.
La ley N 17930 de 23 de diciembre de 2005 fue la que creó la Agencia para el Desarrollo del Gobierno Electrónico y a partir de la ley N 18046 se denomina Agencia para el Desarrollo del Gobierno de Gestión Electrónica y la Sociedad de la información y el conocimiento (AGESIC). De acuerdo al Art. 118 de la citada ley , dicha agencia tiene como misión impulsar el avance de la sociedad de la información y del conocimiento, promoviendo que las personas , las empresas y el Gobierno realicen el mejor uso de las tecnologías de la información y de las comunicaciones.

### España
España cuenta con el servicio de la administración digital, la cual contribuye al impulso del desarrollo de las TIC en la mejora de los servicios públicos que se ofrecen a los ciudadanos y a las empresas.
Algunos servicios que se encuentran en la administración digital son la Identidad digital y la firma electrónica.
- Cl@ve: es un servicio digital que permite la identificación digital del ciudadano frente a las Administraciones públicas. Además, cuenta con el servicio de la firma electrónica mediante el uso de claves concertadas y de certificados electrónicos centralizados. Permite a las Administraciones públicas asegurar la identificación de los usuarios mediante el canal en línea.
- @Firma: es un servicio multi-PKI de validación de certificados y de firmas electrónicas, integrales en cualquier servicio de administración electrónica de cualquier administración pública
- Autentica: este servicio ofrece la autenticación y autorización de empleados públicos, altos cargos y personal relacionado. Este servicio cuenta con un repositorio de usuarios proveniente De Fuentes primarias de calidad o con altas de una estructura de administradores delegados corresponsables. Permite gestionar los roles determinados que puede asumir un usuario en el acceso de esta aplicación.
- Administración.gob.es: Este servicio facilita la relación de los ciudadanos con las administraciones públicas al ser puerta de entrada vía internet a los servicios públicos. Orienta al ciudadano en su relación con las Administraciones Públicas, ofreciendo la información y los servicios a su disposición. Ofrece de manera centralizada ayuda a las empresas y emprendedores para facilitar la creación de empresas desde la red.
- Transparencia Local: El servicio de Portales de Transparencia Local en la Nube posibilita que las Entidades Locales puedan disponer, de manera gratuita, de un Portal de Transparencia propio, proporcionando todas las herramientas necesarias para su administración y gestión, así como la infraestructura TIC necesaria para alojarlos en las condiciones de seguridad, interoperabilidad y accesibilidad exigidas. Con ello, cualquier Entidad Local, previa adhesión, e independientemente de su capacidad técnica o económica, puede dar cumplimiento a los requerimientos de Publicidad Activa establecidos en la Ley
- Archive: Archive es una solución para archivo definitivo de expedientes y documentos electrónicos. Siguiendo el modelo OAIS de gestión de archivos, cubre todo el ciclo de vida de los documentos y sus sucesivas fases de archivo a largo plazo. Los expedientes y documentos son importados y clasificados en series documentales y pasan por diversos estados (automática o manualmente), según la política de conservación asignada. Proporciona notificación de cambios de estado en los expedientes. Permite generar, para cada Archivo y Serie Documental, metadatos según las Normas Técnicas de Interoperabilidad. Respecto a Políticas de Conservación, contempla la eliminación permanente o parcial, la conservación permanente y pendiente de dictamen.
- Indicadores DATAOBSAE: Los indicadores se presentan agrupados en áreas y ordenados por sistemas origen de la información o por perspectiva. Presentan información de los servicios electrónicos prestados a ciudadanos, a empresas y a las distintas Administraciones desde la Dirección de Tecnologías de la Información y las Comunicaciones, unidad responsable del desarrollo de Infraestructuras y servicios comunes para la implantación de la administración electrónica.

### Colombia
Ver Gobierno en línea.

## Expediente electrónico en el Uruguay
De acuerdo con la AGESIC no existe una situación única en el estado uruguayo con respecto a este tema.
Algunos organismos cuentan con un sistema de expediente electrónico, como el expediente denominado GEX, utilizado por la presidencia de dicho país, oficinas nacionales, ministerios, Banco de la República, etc. Consiste en realizar una interconexión entre las diferentes oficinas del estado.